# Джеймс Уитмор
Джеймс Уитмор (на английски: James Whitmore) е американски актьор, носител на награди „Тони“, „Златен глобус“ и „Еми“, номиниран два пъти за „Оскар“. 

## Биография
Уитмор посещава Йейлския университет, където е член на студентския съюз Skull & Bones. По време на Втората световна война той служи в американския морски пехотен корпус. През 1948 г. за първи път се появява на Бродуей. За представянето си в театралната постановка Command Decision той е отличен с награда „Тони“ и Theatre World Award. За ролята си в игралния филм от 1950 г. Battleground („Бойно поле“) е отличен с награда „Златен глобус за най-добър поддържащ актьор“ и е номиниран за „Оскар“. В биографичната филмова драма Give ’em Hell, Harry! Уитмор е в главната роля на бившия президент на САЩ Хари С. Труман.
Освен филмовите и телевизионните си изяви Уитмор участва през 70-те години на XX век и в няколко постановки на Бродуей. През кариерата си той е гост-звезда в различни телевизионни сериали като Gunsmoke, The Invaders и Riptide. За ролята си в няколко епизода от сериала The Practice през 2000 г. той получава награда Еми. Последната му екранна изява е през 2007 г. в малка поддържаща роля в телевизионния сериал От местопрестъплението.
През 2007 г. той подкрепя предизборната кампания на Барак Обама. Умира на 87-годишна възраст вследствие на рак на белия дроб.

## Избрана филмография
| Година | Филм                   | Оригинално заглавие      | Роля             | Режисьор        |
| ------ | ---------------------- | ------------------------ | ---------------- | --------------- |
| 1950   | Асфалтовата джунгла    | The Asphalt Jungle       | Гъс Миниси       | Джон Хюстън     |
| 1950   | Бойно поле             | Battleground             | Щаб сержант Кини | Уилям Уелман    |
| 1951   | Отвъд широката Мисури  | Across the Wide Missouri | Олд Бил          | Уилям Уелман    |
| 1955   | Последната граница     | The Last Frontier        | Гъс              | Антъни Ман      |
| 1960   | Коя беше тази дама     | Who Was That Lady?       | Хари Пауъл       | Джордж Сидни    |
| 1967   | Водопой №3             | Waterhole No. 3          | Шипли            | Уилям Греъм     |
| 1968   | Планетата на маймуните | Planet of the Apes       | лидер на анклава | Франклин Шафнър |
| 1972   | Земята на Чато         | Chato's Land             | Джошуа Еверет    | Майкъл Уинър    |
| 1994   | Изкуплението Шоушенк   | The Shawshank Redemption | Брукс Хатлън     | Франк Дарабонт  |